# Mad Dogs
Pour les articles homonymes, voir Mad Dog.
Pour plus de détails, voir Fiche technique et Distribution.
Mad Dogs (Mad Dog Time), ou La Gâchette en tête au Québec, est un film américain réalisé par Larry Bishop et sorti en 1996.

## Synopsis
Lorsque Vic, le caïd des caïds, sort de l'institut psychiatrique, c'est le branle-bas de combat parmi ses hommes, ceux qui l'ont soit secondé, soit remplacé ou soit trompé. Ils n'ont pas tort de se méfier car Vic, de retour, a bien l'intention de reprendre sa place, de nettoyer le désordre et d'éliminer ses rivaux.

## Fiche technique
- Titre : Mad Dogs
- Titre original : Mad Dog Time
- Titre québécois : La gâchette en tête
- Réalisation : Larry Bishop
- Scénario : Larry Bishop
- Musique : Earl Rose. Musique additionnelle : "C'est si bon" d'Henri Betti (1947).
- Pays de production :  États-Unis
- Genre : comédie dramatique et film de gangsters
- Date de sortie : 23 juillet 1997 en France
- Interdit aux moins de 12 ans à sa sortie.

## Distribution
- Jeff Goldblum (VF: Jean-Philippe Puymartin, VQ : Luis de Cespedes) : Mickey Holliday
- Richard Dreyfuss (VF: Michel Papineschi, VQ : Hubert Fielden) : Vic
- Ellen Barkin (VF : Marie-Laure Beneston, VQ : Claudine Chatel) : Rita Everly
- Gabriel Byrne (VF: Jacques Frantz, VQ : Jean-Luc Montminy) : Ben London
- Diane Lane (VF : Emmanuelle Bondeville, VQ : Élise Bertrand) : Grace Everly
- Burt Reynolds (VF: Richard Darbois, VQ : Vincent Davy) : Wacky
- Larry Bishop (VF: Luc Florian) : Nick
- Gregory Hines (VF: Thierry Desroses,  VQ : Daniel Roussel) : Jules Flamingo
- Kyle MacLachlan (VF: Joël Zaffarano,  VQ : Daniel Picard) : Jake Parker
- Angie Everhart (VF: Anneliese Fromont) : Gabriella
- Henry Silva (VF: Marc de Georgi,  VQ : Hubert Gagnon) : Sleepy Joe Carlisle
- Billy Drago (VF: Jérôme Keen) : Wells
- Juan Fernández (en) (VF: Jean-Philippe Puymartin,  VQ : Sébastien Dhavernas): Davis
- Christopher Jones (VF: Marc François) : Nicholas Falco
- Rob Reiner (VF: Jean-Claude Sachot, VQ : Benoit Rousseau) : Albert
- Michael J. Pollard (VF: Michel Paulin, VQ : Jacques Brouillet) : Red
- Billy Idol (VF: Jérôme Rebbot, VQ : Jacques Lavallée) : Lee Turner
- Paul Anka : Danny Marks
- Richard Pryor (VF: Jérôme Keen, VQ : Daniel Lesourd) : Jimmy le fossoyeur
- Joey Bishop : Mr Gottlieb